# L'Enfant Sauvage (singolo)
L'Enfant Sauvage è un singolo del gruppo musicale francese Gojira, pubblicato il 27 aprile 2012 come unico estratto dall'album omonimo.

## Descrizione
Si tratta della seconda traccia del disco ed è stata descritta dalla critica specializzata come un brano «pesantemente metallico» e caratterizzato da un «incedere disturbante» e un «groove poliritmico», con una forte presenza della sezione ritmica. Il testo, scritto dal frontman Joe Duplantier, si focalizza sulla libertà e la vera natura della condizione umana, basata sul conflitto tra istinto naturale e ragionevolezza.

## Video musicale
Il video, girato in bianco e nero, è stato pubblicato il 23 maggio 2012 attraverso il canale YouTube della Roadrunner Records.

## Tracce
Testi di Joseph Duplantier, musiche di Mario Duplantier e Joseph Duplantier.
1. L'Enfant Sauvage – 4:17

## Formazione
Gruppo
- Joseph Duplantier – voce, chitarra, arrangiamento
- Mario Duplantier – batteria, arrangiamento
- Christian Andreu – chitarra
- Jean-Michele Labadie – basso

Produzione
- Josh Wilbur – produzione, ingegneria del suono, missaggio
- Joseph Duplantier – produzione
- Paul Suarez – ingegneria del suono
- UE Nastasi – mastering